# Simeon II. (Jerusalem)
Simeon II. war orthodoxer Patriarch von Jerusalem (1085/1094–1097/1098).

## Historischer Hintergrund
1071 war das christliche Jerusalem von türkischen Seldschuken erobert worden. 1097 stießen dann Kreuzfahrer auf Antiochia vor, Mitte 1098 eroberten sie es. Am 15. Juli 1099 eroberten sie Jerusalem. Es wurde ein Königreich Jerusalem errichtet. Das orthodoxe Patriarchat Jerusalem war in dieser Zeit im Exil in Konstantinopel. In Jerusalem wurde ein lateinisches Patriarchat errichtet.

## Leben
Über die Herkunft von Simeon gibt es keine Informationen. Er wurde Patriarch von Jerusalem zwischen 1084 und 1094. 1093 war Peter der Einsiedler im Auftrag der lateinischen Kirche in Jerusalem. Er soll dort Patriarch Simeon getroffen haben. 1094 wurde Simeon erwähnt als Teilnehmer der Synode von Blachernai.
Ende 1097 und am 15. Januar 1098 war er Mitverfasser zweier Briefe orthodoxer und katholischer Kleriker zur Situation in Jerusalem. Zwischen 1097 und 1099 floh er nach Zypern. Sein weiteres Schicksal ist unklar. Wahrscheinlich starb er vor dem 15. Juli 1099 auf Zypern. Matthias von Edessa erwähnte ihn für 1101 beim Wunder in der Grabeskirche. Sein Nachfolger Johannes VIII. wird erstmals erwähnt, als er den Metropoliten von Tyros empfing, der 1097 nach Jerusalem gekommen war.